# Ruski Sobór
Ruski Sobór – ukraińska organizacja polityczna, opozycyjna wobec Głównej Rady Ruskiej, powstała 23 maja 1848 we Lwowie.
Grupowała ona polityków ukraińskich o orientacji propolskiej i polskich pochodzenia ruskiego. Należeli do niej między innymi księża greckokatoliccy (Iwan Wahyłewycz, Julijan Ławriwśkyj, Onufrij Krynyćkyj, R. Kryżanowśkyj, Wiktor Dolnyćkyj), przedstawiciele polskiej arystokracji (książę Leon Ludwik Sapieha, Julian, Aleksander i Włodzimierz Dzieduszycki, Ludwik i Józef Jabłonowski, Antoni Golejewski, Zenon Pogłodowski, Bolesław, Michał i Ludwik Komarniccy), jak również przedstawiciele mieszczaństwa i inteligencji (Kasper Cięglewicz, Cyryl Wienkowski).
Sobór w swych założeniach negował istnienie narodu ukraińskiego i samodzielność Ukraińców twierdząc, że „wspólna historia scaliła obydwa narody w jedno ciało”, w związku z tym nie otrzymał poparcia Kościoła greckokatolickiego. Gdy część działaczy Soboru zadeklarowała wolę przyjęcia obrządku wschodniego, aby uczestniczyć w rozwoju ruskiego życia narodowego, biskup przemyski Grzegorz Jachimowicz odparł, że ...Rusini szlachty nie mają i nie potrzebują.
Organem Soboru był wydawany od sierpnia do października 1848 „Dnewnyk Ruskij”, redagowany przez Wahyłewycza. Sobór zakończył działalność w listopadzie 1848, po upadku rewolucji, i wprowadzeniu zakazu działania wszelkich stowarzyszeń.